# 5129 Ґрум
5129 Ґрум (5129 Groom) — астероїд головного поясу, відкритий 7 квітня 1989 року.
Тіссеранів параметр щодо Юпітера — 3,512.